# Phragmatobia extrema
Phragmatobia extrema är en fjärilsart som beskrevs av Barend J. Lempke 1944. Phragmatobia extrema ingår i släktet Phragmatobia och familjen björnspinnare. Inga underarter finns listade i Catalogue of Life.